# Midnight (film 1934)
Midnight – amerykański dramat z 1934 roku w reżyserii Chestera Erskina.

## Treść
Zapada wyrok śmierci dla Ethel Saxon. Tymczasem córka przewodniczącego ławy przysięgłych, która wydała wyrok, przyznaje się do zabójstwa gangstera Gara Boniego, kochanka Ethel.

## Obsada
- Sidney Fox – Stella Weldon
- O.P. Heggie  – Edward Weldon
- Henry Hull - Nolan
- Margaret Wycherly - pani Weldon
- Lynne Overman - Joe Biggers
- Katherine Wilson - Ada Biggers
- Richard Whorf - Arthur Weldon
- Humphrey Bogart – Garboni
- Granville Bates - Henry McGrath
- Cora Witherspoon - Elizabeth McGrath
- Moffat Johnston - prokurator okręgowy Plunkett
- Henry O'Neill - Ingersoll